# کامنسکویه پلاتو
کامنسکویه پلاتو (به قزاقی: Kamenskoye Plato) یک منطقهٔ مسکونی در قزاقستان است که در شهرستان تلگر واقع شده‌است. کامنسکویه پلاتو ۱۲۱ نفر جمعیت دارد.